# Regionalliga Südwest 2015-16
La temporada 2015-16 de la Regionalliga Südwest corresponde a la 16.ª edición de la Cuarta División de Alemania. La fase regular comenzó a disputarse el 31 de julio de 2015 y terminó el 23 de mayo de 2016.

## Sistema de competición
Participan en la Regionalliga Bayern 18 clubes que, siguiendo un calendario establecido por sorteo, se enfrentan entre sí en dos partidos, uno en terreno propio y otro en campo contrario. El ganador de cada partido tiene tres puntos, el empate otorga un punto y la derrota, cero puntos.
El torneo se disputa entre los meses de julio de 2015 y mayo de 2016. Al término de la temporada, el primero clasificado jugará un partido de Play-Off contra otro campeón de otra Regionalliga mediante sorteo y el ganador asciende a la 3. Liga de la próxima temporada, los dos últimos descenderán a la Oberliga.

## Clubes Participantes
| Club                    | Ciudad               | Estadio                             | Aforo  |
| ----------------------- | -------------------- | ----------------------------------- | ------ |
| 1. FC Kaiserslautern II | Kaiserslautern       | Fritz-Walter-Stadion                | 49.780 |
| 1. FC Saarbrücken       | Saarbrücken          | Stadion Ludwigspark                 | 35.286 |
| Eintracht Trier         | Trier                | Moselstadion                        | 10.494 |
| FC Astoria Walldorf     | Walldorf             | FC-Astoria-Stadion                  | 3.000  |
| FC Homburg              | Homburg              | Waldstadion Homburg                 | 21.813 |
| SV Saar 05 Saarbrücken  | Saarbrücken          | Stadion Kieselhumes                 | 6.000  |
| FK Pirmasens            | Pirmasens            | Sportpark Husterhöhe                | 10.000 |
| Kickers Offenbach       | Offenbach            | Sparda-Bank-Hessen-Stadion          | 20.500 |
| SV Spielberg            | Karlsbad             | Stadion am Talberg                  | 2.000  |
| KSV Hessen Kassel       | Kassel               | Auestadion                          | 17.993 |
| SC Freiburg II          | Freiburg im Breisgau | Möslestadion                        | 5.400  |
| SpVgg Neckarelz         | Mosbach              | Elzstadion                          | 4.500  |
| SV Elversberg           | Spiesen-Elversberg   | Waldstadion an der Kaiserlinde      | 8.200  |
| TSV Steinbach           | Haiger               | SIBRE-Sportzentrum Haarwasen Haiger | 4.000  |
| TSG 1899 Hoffenheim II  | Sinsheim             | Dietmar-Hopp-Stadion                | 6.350  |
| Bahlinger SC            | Bahlinger            | Kaiserstuhlstadion                  | 4.000  |
| SV Waldhof Mannheim     | Mannheim             | Carl-Benz-Stadion                   | 27.000 |
| Wormatia Worms          | Worms                | EWR-Arena                           | 7.203  |

## Clasificación
- Actualizado el 12 de diciembre de 2015.

|  |     | Equipo            | PJ | PG | PE | PP | GF | GC | DG  | PTS |
|  | --- | ----------------- | -- | -- | -- | -- | -- | -- | --- | --- |
|  | 1.  | Eintracht Trier   | 19 | 13 | 4  | 2  | 41 | 15 | +26 | 43  |
|  | 2.  | Waldhof Mannheim  | 19 | 13 | 4  | 2  | 35 | 10 | +25 | 43  |
|  | 3.  | Elversberg        | 19 | 13 | 3  | 3  | 34 | 17 | +17 | 42  |
|  | 4.  | Saarbrücken       | 20 | 11 | 5  | 4  | 32 | 17 | +15 | 38  |
|  | 5.  | Kickers Offenbach | 19 | 10 | 4  | 5  | 37 | 30 | +7  | 34  |
|  | 6.  | Hessen Kassel     | 19 | 8  | 8  | 3  | 22 | 12 | +10 | 32  |
|  | 7.  | Homburgo          | 19 | 7  | 8  | 4  | 33 | 21 | +12 | 29  |
|  | 8.  | Hoffenheim II     | 19 | 8  | 4  | 7  | 38 | 27 | +11 | 28  |
|  | 9.  | Kaiserslautern II | 19 | 6  | 8  | 5  | 28 | 23 | +5  | 26  |
|  | 10. | Astoria Walldorf  | 19 | 7  | 4  | 8  | 25 | 27 | -2  | 25  |
|  | 11. | Wormatia Worms    | 19 | 7  | 2  | 10 | 27 | 32 | -5  | 23  |
|  | 12. | Neckarelz         | 19 | 6  | 4  | 9  | 23 | 31 | -8  | 22  |
|  | 13. | Pirmasens         | 19 | 6  | 3  | 10 | 22 | 27 | -5  | 21  |
|  | 14. | Friburgo II       | 19 | 4  | 5  | 10 | 24 | 36 | -12 | 17  |
|  | 15. | Spielberg         | 19 | 4  | 4  | 11 | 15 | 32 | -17 | 16  |
|  | 16. | Steinbach         | 19 | 4  | 4  | 11 | 20 | 46 | -26 | 16  |
|  | 17. | Bahlinger         | 19 | 3  | 6  | 10 | 23 | 39 | -16 | 15  |
|  | 18. | Saar Saarbrücken  | 20 | 1  | 2  | 17 | 14 | 51 | -37 | 5   |

| Leyenda |                                                           |
|         | Clasifica para el Play-Off de ascenso por 3. Liga 2016-17 |
|         | Posible descenso a Oberliga 2016-17                       |
|         | Desciende a Oberliga 2016-17                              |

## Cuadro de resultados
| 2015-16           | KAI | SAR | ETR | ASW | HOM | S05 | PIR | KOF | SPB | HSK | FRI | NCK | EVB | STB | TSG | BHG | WHM | WMW |
| ----------------- | --- | --- | --- | --- | --- | --- | --- | --- | --- | --- | --- | --- | --- | --- | --- | --- | --- | --- |
| Kaiserslautern II | -   |     |     |     |     | 2:1 | 2:0 |     | 2:2 | 0:0 | 1:1 | 4:2 |     |     | 0:0 | 2:2 |     | 3:0 |
| Saarbrücken       | 1:1 | -   |     |     |     | 3:1 |     |     | 2:0 | 0:1 | 0:0 | 3:1 |     | 4:0 | 3:1 |     |     | 1:0 |
| Eintracht Trier   | 1:1 | 2:3 | -   |     |     | 2:0 | 3:0 | 6:0 |     |     |     | 2:0 | 2:2 | 2:2 |     |     | 0:2 |     |
| Astoria Walldorf  | 1:2 | 3:0 | 0:1 | -   |     |     | 1:0 | 1:0 | 1:1 |     |     |     | 0:3 | 0:2 |     |     | 0:2 |     |
| Homburgo          | 2:1 | 0:0 | 0:2 | 1:1 | -   | 2:0 |     | 3:4 |     |     |     | 1:1 |     |     | 2:2 | 4:0 | 1:1 |     |
| Saar Saarbrücken  |     | 0:3 | 0:3 | 1:4 |     | -   |     |     | 1:1 | 0:1 | 0:2 |     |     |     | 1:2 | 3:3 | 1:0 | 1:4 |
| Pirmasens         | 0:2 | 0:3 |     | 0:0 | 2:1 | 5:2 | -   | 1:2 | 2:0 |     |     | 1:1 |     | 4:1 | 0:1 |     |     |     |
| Kickers Offenbach | 1:0 | 0:1 |     |     | 2:2 | 3:1 |     | -   | 2:1 | 2:1 | 5:1 | 0:0 |     |     | 1:1 |     |     | 4:1 |
| Spielberg         |     |     | 1:3 | 0:4 | 0:2 |     |     |     | -   | 0:1 | 1:1 | 0:1 | 2:0 |     |     | 1:0 | 1:4 | 2:0 |
| Hessen Kassel     |     |     | 0:2 | 0:0 | 1:1 |     | 3:1 | 2:2 |     | -   | 1:0 |     | 0:1 | 5:0 |     | 0:0 | 0:0 |     |
| Friburgo II       |     | 2:1 | 2:5 | 4:1 | 0:2 |     | 0:2 |     |     | 0:2 | -   |     | 0:1 | 2:3 |     | 3:3 | 1:3 |     |
| Neckarelz         |     |     |     | 1:3 |     | 2:0 |     |     | 0:1 | 1:1 | 1:0 | -   | 1:2 |     | 2:4 | 3:1 |     | 3:2 |
| Elversberg        | 1:0 | 0:0 | 1:1 |     | 3:1 | 1:0 | 3:1 | 4:3 |     |     |     | 2:0 | -   | 4:0 | 3:2 |     |     |     |
| Steinbach         | 4:4 | 0:1 |     |     | 0:2 | 2:0 |     | 0:3 | 2:0 |     |     | 1:3 |     | -   | 0:3 | 1:1 |     | 2:2 |
| Hoffenheim II     |     |     | 0:1 | 2:3 |     | 6:1 |     |     | 4:1 | 2:2 | 1:2 |     |     |     | -   | 4:0 | 0:1 | 2:1 |
| Bahlinger         |     | 2:2 | 0:1 | 4:2 |     |     | 0:2 | 4:1 |     |     |     |     | 1:2 | 2:0 |     | -   | 0:3 | 0:3 |
| Waldhof Mannheim  | 2:0 | 3:1 |     |     | 1:1 |     | 1:1 | 0:2 |     |     |     | 3:0 | 1:0 | 4:0 | 3:1 |     | -   |     |
| Wormatia Worms    | 2:1 |     | 1:2 | 3:0 | 0:5 |     | 1:0 |     |     | 0:1 | 3:3 |     | 2:1 |     |     | 2:0 | 0:1 | -   |

### Campeón
| Bandera de ?                                                |
| TBD ????? Título Clasifica a la eliminatoria por la 3. Liga |

## Eliminatoria de ascenso
| mayo de 2016, --:-- |  | vs. |  | TBD, TBD        |  |
|                     |  |     |  | Árbitro(s): TBD |  |

| mayo de 2016, --:-- |  | vs. |  | TBD, TBD        |  |
|                     |  |     |  | Árbitro(s): TBD |  |

## Goleadores
- Actualizado el 19 de junio de 2015

| Pos. | Jugador | Equipo | Goles | Partidos | Media | Penalti |
| ---- | ------- | ------ | ----- | -------- | ----- | ------- |
| 1°   | TBD     |        |       |          |       |         |
| 2°   | TBD     |        |       |          |       |         |
| 3°   | TBD     |        |       |          |       |         |
| 4°   | TBD     |        |       |          |       |         |
| 5°   | TBD     |        |       |          |       |         |
| 6°   | TBD     |        |       |          |       |         |
| 7°   | TBD     |        |       |          |       |         |
| 8°   | TBD     |        |       |          |       |         |
| 9°   | TBD     |        |       |          |       |         |
| 10°  | TBD     |        |       |          |       |         |